# 안겐
안겐(安元, あんげん)은 일본의 연호(元号) 중 하나이다.
- 전후 : 조안(承安) 이후 - 지쇼(治承) 이전.
- 시기 : 1175년 ~ 1177년
- 천황 : 다카쿠라 천황
- 무가동량 : 다이라노 기요모리

## 개원(改元)
- 조안 5년 7월 28일(율리우스력 1175년 8월 16일), 개원.
- 안겐 3년 8월 4일(율리우스력 1177년 8월 29일), 지쇼로 개원된다.

## 출전
『한서』의 「除民害安元」.

## 안겐 시기에 일어난 일
- 안겐 대화재

## 서력과의 대조표
| 안겐 | 원년   | 2년    | 3년    |
| ---- | ------ | ------ | ------ |
| 서력 | 1175년 | 1176년 | 1177년 |
| 간지 | 을미   | 병신   | 정유   |

## 같이 보기
- 일본의 연호 일람

| 이전 조안 | 일본의 연호 1175년 ~ 1177년 | 다음 지쇼 |